# Euroliga de 2023-24
A Temporada da Euroliga de 2023–24 foi a 24ª temporada da era moderna da Euroliga e 14ª com patrocínio da empresa aérea Turkish Airlines. A competição sucedeu a Copa dos Campeões Europeus da FIBA, perfazendo desta forma a 67ª edição continental.
A grande final, denominada Final Four, será disputada em Berlim, Alemanha na Uber Arena arena entre os dias 24 de maio e 26 de maio de 2024.

## Clubes participantes
Para a temporada 2023-24 a Euroliga será disputada por dezoito equipes representado dez países, que são as mesmas equipes que disputaram a temporada anterior, fato esse que perfaz a segunda ocasião que as equipes de uma temporada espelham a anterior (outra vez foi 2020-21 em virtude da Pandemia de COVID-19). Em 24 de fevereiro de 2022 houve o episódio da Invasão da Ucrânia pela Rússia em 2022 e desta forma realizou-se em 28 de fevereiro reunião com os membros da Direção da Euroliga e optou-se pela suspensão dos jogos das equipes da Federação Russa em território russo. Porém em 22 de março a Euroliga foi mais austera e excluiu as equipes russas, bem como anulou seus resultados. Em 16 de junho de 2022 o conselho executivo de acionistas da Euroleague Basketball definiu manter as equipes russas fora da competição por mais uma temporada, dentre elas o CSKA Moscovo oito vezes campeão da EuroLiga e o Zenit de São Petersburgo.
A diretoria da equipe espanhola do Dreamland Gran Canaria confirmou em comunicado oficial à imprensa que por motivos financeiros declinaria sobre a vaga conquistada ao vencer a EuroCopa de 2022-23.
| Time                               | Cidade          | Arena                        | Capacidade |
| ---------------------------------- | --------------- | ---------------------------- | ---------- |
| Alba Berlin                        | Berlim          | Mercedes-Benz Arena          | 14 500     |
| Anadolu Efes Istanbul              | Istambul        | Sinan Erdem Dome             | 16 000     |
| AS Monaco                          | Fontvieille     | Salle Gaston Médecin         | 5 000      |
| Baskonia Vitoria-Gasteiz           | Vitoria-Gasteiz | Fernando Buesa Arena         | 15 504     |
| Crvena Zvezda Meridianbet Belgrade | Belgrado        | Štark Arena                  | 18 368     |
| EA7 Emporio Armani Milan           | Milão           | Mediolanum Forum             | 12 700     |
| FC Barcelona                       | Barcelona       | Palau Blaugrana              | 7 585      |
| FC Bayern Munich                   | Munique         | Audi Dome                    | 6 700      |
| Fenerbahçe BEKO Istanbul           | Istambul        | Ülker Sports Arena           | 13 059     |
| LDLC ASVEL Villeurbanne            | Villeurbanne    | L'Astroballe                 | 5 556      |
| Maccabi Playtika Tel Aviv          | Tel Aviv        | Arena Yad Eliyahu            | 11 060     |
| Maccabi Playtika Tel Aviv          | Belgrado        | Aleksandar Nikolić Hall      | 8 000      |
| Olympiacos Pireaus                 | Pireu           | Peace and Friendship Stadium | 11 640     |
| Panathinaikos AKTOR Athens         | Atenas          | Olympic Indoor Hall          | 18 989     |
| Partizan Mozzart Bet Belgrade      | Belgrado        | Štark Arena                  | 18 368     |
| Real Madrid                        | Madrid          | WiZink Center                | 15 000     |
| Valencia Basket                    | Valência        | Fuente de San Luis           | 9 000      |
| Virtus Segafredo Bologna           | Bolonha         | Segafredo Arena              | 9 980      |
| Žalgiris Kaunas                    | Caunas          | Žalgirio Arena               | 15 552     |

## Temporada Regular

### Classificação
| Pos. | Clube                              | J  | V  | D  | %V    | P+   | P-   | SP   | C    | F    | Pr. | U10  | Classificação |
| ---- | ---------------------------------- | -- | -- | -- | ----- | ---- | ---- | ---- | ---- | ---- | --- | ---- | ------------- |
| 1    | Real Madrid                        | 34 | 27 | 7  | 79.4% | 2924 | 2681 | 243  | 14-3 | 13-4 | 2-1 | 6-4  | Playoffs      |
| 2    | Panathinaikos AKTOR Athens         | 34 | 23 | 11 | 67.6% | 2752 | 2580 | 172  | 14-3 | 9-8  | 0-3 | 8-2  | Playoffs      |
| 3    | AS Monaco                          | 34 | 23 | 11 | 67.6% | 2770 | 2671 | 99   | 13-4 | 10-7 | 0-1 | 9-1  | Playoffs      |
| 4    | FC Barcelona                       | 34 | 23 | 11 | 67.6% | 2812 | 2692 | 120  | 15-2 | 7-10 | 0-0 | 6-4  | Playoffs      |
| 5    | Olympiacos Pireaus                 | 34 | 23 | 11 | 67.6% | 2643 | 2526 | 117  | 13-4 | 9-8  | 3-0 | 9-1  | Playoffs      |
| 6    | Fenerbahçe BEKO Istanbul           | 34 | 20 | 14 | 58.8% | 2843 | 2708 | 135  | 15-2 | 5-12 | 3-1 | 5-5  | Playoffs      |
| 7    | Maccabi Playtika Tel Aviv          | 34 | 20 | 14 | 58.8% | 2969 | 2939 | 30   | 13-4 | 7-10 | 1-0 | 7-3  | Play-ins      |
| 8    | Baskonia Vitoria-Gasteiz           | 34 | 18 | 16 | 52.9% | 2847 | 2865 | -18  | 10-7 | 8-9  | 0-1 | 6-4  | Play-ins      |
| 9    | Anadolu Efes Istanbul              | 34 | 17 | 17 | 50%   | 2871 | 2855 | 16   | 13-4 | 4-13 | 1-1 | 8-2  | Play-ins      |
| 10   | Virtus Segafredo Bologna           | 34 | 17 | 17 | 50%   | 2728 | 2804 | -76  | 12-5 | 5-12 | 0-0 | 2-8  | Play-ins      |
| 11   | Partizan Mozzart Bet Belgrade      | 34 | 16 | 18 | 47.1% | 2782 | 2802 | -20  | 12-5 | 4-13 | 2-1 | 4-6  |               |
| 12   | EA7 Emporio Armani Milan           | 34 | 15 | 19 | 44.1% | 2645 | 2631 | 14   | 12-5 | 3-14 | 0-2 | 5-5  |               |
| 13   | Valencia Basket                    | 34 | 14 | 20 | 41.2% | 2578 | 2674 | -96  | 9-8  | 5-12 | 0-1 | 2-8  |               |
| 14   | Žalgiris Kaunas                    | 34 | 14 | 20 | 41.2% | 2694 | 2692 | 2    | 9-8  | 5-12 | 0-1 | 5-5  |               |
| 15   | FC Bayern Munich                   | 34 | 13 | 21 | 38.2% | 2604 | 2724 | -120 | 9-8  | 4-13 | 3-1 | 3-7  |               |
| 16   | Crvena Zvezda Meridianbet Belgrade | 34 | 11 | 23 | 32.4  | 2764 | 2816 | -52  | 8-9  | 3-14 | 0-0 | 1-9  |               |
| 17   | LDLC ASVEL Villeurbanne            | 34 | 9  | 25 | 26.5  | 2646 | 2859 | -213 | 5-12 | 4-13 | 0-1 | 4-6  |               |
| 18   | ALBA Berlin                        | 34 | 5  | 29 | 14.7  | 2591 | 2944 | -353 | 4-13 | 1-16 | 0-0 | 0-10 |               |

Classificação extraída no sítio oficial da euroleague.net.

### Partidas disputadas
| ↓ Casa\Visitante →                 | BER    | EFS     | ASM   | BKN     | CVZ    | EA7   | BAR   | BAY     | FBB   | ASV    | MTA     | OLY   | PAO   | PAR    | RMB    | VBC    | VIR    | ZAL   |
| ---------------------------------- | ------ | ------- | ----- | ------- | ------ | ----- | ----- | ------- | ----- | ------ | ------- | ----- | ----- | ------ | ------ | ------ | ------ | ----- |
| ALBA Berlin                        |        | 89-97   | 82-90 | 86-91   | 89-80  | 85-82 | 74-70 | 65-82   | 82-91 | 68-73  | 71-106  | 67-94 | 85-99 | 83-94  | 79-86  | 66-81  | 68-83  | 64-62 |
| Anadolu Efes Istanbul              | 85-84  |         | 78-80 | 80-87   | 100-55 | 79-73 | 98-74 | 109-86  | 84-89 | 89-84  | 105-91  | 85-72 | 71-68 | 100-94 | 80-103 | 77-73  | 98-75  | 86-82 |
| AS Monaco                          | 86-75  | 82-89   |       | 93-83   | 98-80  | 90-98 | 91-71 | 89-85   | 76-69 | 80-70  | 107-79  | 85-77 | 90-91 | 85-70  | 98-74  | 79-78  | 59-83  | 69-66 |
| Baskonia Vitoria-Gasteiz           | 88-71  | 76-97   | 75-77 |         | 87-85  | 88-73 | 94-71 | 68-76   | 80-79 | 94-80  | 92-82   | 80-69 | 75-73 | 84-83  | 77-79  | 62-77  | 81-91  | 82-99 |
| Crvena Zvezda Meridianbet Belgrade | 85-71  | 97-83   | 76-82 | 90-91   |        | 71-93 | 76-85 | 74-68   | 87-56 | 94-73  | 80-84   | 86-89 | 76-89 | 88-72  | 58-72  | 82-64  | 94-79  | 91-93 |
| EA7 Emporio Armani Milan           | 82-76  | 92-76   | 66-72 | 76-67   | 62-76  |       | 74-70 | 76-62   | 77-76 | 84-61  | 90-98   | 65-53 | 68-76 | 85-83  | 81-76  | 83-52  | 90-75  | 70-83 |
| FC Barcelona                       | 93-77  | 91-74   | 67-77 | 89-85   | 86-81  | 86-90 |       | 98-59   | 89-81 | 101-92 | 92-89   | 86-78 | 80-72 | 94-76  | 83-78  | 74-70  | 84-57  | 91-73 |
| FC Bayern Munich                   | 80-68  | 86-71   | 80-91 | 112-109 | 74-66  | 91-84 | 79-87 |         | 67-76 | 64-76  | 74-89   | 72-76 | 75-82 | 94-85  | 71-92  | 85-84  | 90-76  | 64-58 |
| Fenerbahçe Beko Istambul           | 103-68 | 80-82   | 86-74 | 111-96  | 76-85  | 85-82 | 88-74 | 98-91   |       | 101-86 | 109-74  | 79-77 | 83-69 | 91-76  | 100-99 | 118-88 | 88-75  | 80-78 |
| LDLC ASVEL Villeurbanne            | 63-88  | 84-80   | 77-87 | 81-88   | 100-91 | 81-77 | 76-72 | 100-101 | 73-83 |        | 91-94   | 73-85 | 81-89 | 62-88  | 76-77  | 55-78  | 84-87  | 93-79 |
| Maccabi Playtika Tel Aviv          | 102-81 | 95-86   | 93-83 | 89-81   | 92-98  | 92-86 | 90-92 | 93-90   | 78-73 | 98-90  |         | 74-79 | 90-75 | 96-81  | 70-99  | 95-80  | 95-78  | 83-76 |
| Olympiacos Piraeus                 | 101-87 | 75-57   | 75-73 | 74-75   | 88-83  | 79-74 | 68-77 | 77-69   | 84-81 | 80-64  | 89-72   |       | 71-65 | 98-94  | 71-77  | 56-63  | 74-69  | 89-72 |
| Panathinaikos AKTOR Athens         | 84-75  | 83-76   | 88-63 | 95-81   | 82-65  | 79-62 | 89-81 | 78-71   | 74-63 | 85-67  | 90-75   | 78-88 |       | 84-71  | 78-90  | 90-73  | 90-76  | 73-71 |
| Partizan Mozzart Bet Belgrado      | 89-74  | 100-90  | 89-85 | 87-83   | 88-86  | 82-69 | 83-92 | 78-79   | 85-84 | 90-77  | 88-79   | 69-74 | 92-87 |        | 76-88  | 79-66  | 75-77  | 81-72 |
| Real Madrid                        | 99-75  | 130-126 | 91-73 | 91-95   | 101-94 | 88-71 | 65-64 | 88-73   | 79-89 | 86-79  | 106-101 | 90-85 | 86-97 | 91-75  |        | 96-86  | 100-74 | 93-79 |
| Valencia Basket                    | 79-71  | 93-88   | 70-65 | 84-98   | 85-81  | 84-72 | 78-88 | 70-68   | 77-74 | 69-98  | 75-66   | 65-78 | 81-82 | 67-72  | 73-76  |        | 79-71  | 79-84 |
| Virtus Segafredo Bologna           | 87-76  | 93-81   | 78-81 | 91-95   | 85-79  | 86-79 | 80-75 | 85-83   | 87-79 | 73-63  | 100-90  | 69-67 | 79-81 | 88-84  | 74-89  | 87-74  |        | 79-82 |
| Žalgiris Kaunas                    | 77-71  | 96-70   | 79-83 | 94-76   | 79-74  | 87-73 | 80-85 | 74-73   | 98-75 | 88-91  | 70-78   | 76-95 | 80-68 | 85-93  | 62-64  | 72-87  | 96-81  |       |

fonte:euroleague.net e eurobasket.com

## Playoffs
Uma importante novidade implementada nesta temporada são os "Play-ins'" que consistem em fase pré-"Play-offs" que coloca frente a frente em jogo único, levando em consideração a classificação final na temporada regular, 7º contra 8º colocados e 9º e 10º colocados. O vencedor do primeiro cruzamento está credenciado a enfrentar já nos Play-offs o 2º colocado da temporada regular. Por outro lado o derrotado do segundo cruzamento está destinado a eliminação, enquanto ao vencedor enfrenta o derrotado do primeiro cruzamento. O vencedor deste último jogo jogará nos Playoffs contra o 1º colocado da temporada regular. A equipe melhor qualificada na temporada regular, jogará esta partida como mandante.
As séries de Playoffs a ser disputada em modo "melhor de cinco", onde o vencedor será a primeira equipe a vencer três jogos. As vagas para essa fase são distribuídas conforme a colocação que os clubes alcançaram na temporada regular onde os primeiro e segundo colocados enfrentam enfrentam equipes oriundas dos Play-ins, terceiro enfrenta o sexto e por fim o quarto enfrenta o quinto colocado. Aos vencedores fica reservada a vaga para a disputa do Final Four 2024 em Berlim.

### Play-ins
| Equipe 1                  | Placar   | Equipe 2                 |
| ------------------------- | -------- | ------------------------ |
| Maccabi Playtika Tel Aviv | 113 - 85 | Baskonia Vitoria-Gasteiz |
| Anadolu Efes Istanbul     | 64 - 67  | Virtus Segafredo Bologna |

| Equipe 1                 | Série   | Equipe 2                 |
| ------------------------ | ------- | ------------------------ |
| Baskonia Vitoria-Gasteiz | 89 - 77 | Virtus Segafredo Bologna |

| Equipe 1                   | Série | Equipe 2                  | 1.º jogo | 2.º jogo | 3.º jogo | 4.º jogo | 5.º jogo |
| -------------------------- | ----- | ------------------------- | -------- | -------- | -------- | -------- | -------- |
| Real Madrid                | 3 - 0 | Baskonia Vitoria-Gasteiz  | 79 - 53  | 101 - 90 | 98 - 102 | -        | -        |
| FC Barcelona               | 2 - 3 | Olympiacos Pireaus        | 75 - 77  | 77 - 69  | 82 - 80  | 58 - 92  | 59 - 63  |
| Panathinaikos AKTOR Athens | 3 - 2 | Maccabi Playtika Tel Aviv | 87 - 91  | 95 - 79  | 83 - 85  | 95 - 88  | 81 - 72  |
| AS Monaco                  | 2 - 3 | Fenerbahçe BEKO Istanbul  | 91 - 95  | 93 - 88  | 78 - 89  | 65 -62   | 79 - 80  |

n.e.: não efetuado devido a uma das equipas já ter ganho 3 jogos

| 23 de abril 16:00 | relatório | Real Madrid                                                                            | 90–74 | Baskonia Vitoria-Gasteiz                                                                      |  | Wizink Center, Madrid Público: 9 632 |  |
| 23 de abril 16:00 | relatório | Placar por quarto: 26-17, 22-20, 22 -16, 20-21                                         |       |                                                                                               |  | Wizink Center, Madrid Público: 9 632 |  |
| 23 de abril 16:00 | relatório | Pts: D. Musa 16 Rbts: V. Poirier 7 Asts: S. RodriguezRodriguez 6 PIR total: D. Musa 20 |       | Pts: M. Howard 15 Rbts: T. Sedekerskis 7 Asts: C. Miller-McIntyre 5 PIR total: M. Costello 17 |  | Wizink Center, Madrid Público: 9 632 |  |
| 23 de abril 16:00 | relatório | Real Madrid lidera com 1-0                                                             |       |                                                                                               |  | Wizink Center, Madrid Público: 9 632 |  |

| 25 de abril 16:00 | relatório | Real Madrid                                                                          | 101–90 | Baskonia Vitoria-Gasteiz                                                                                |  | Wizink Center, Madrid Público: 10 688 |  |
| 25 de abril 16:00 | relatório | Placar por quarto: 23-21, 23-19, 28 -23, 27-27                                       |        | |  | Wizink Center, Madrid Público: 10 688 |  |
| 25 de abril 16:00 | relatório | Pts: F. Campazzo 24 Rbts: W. Tavares 9 Asts: F. Campazzo 7 PIR total: F. Campazzo 33 |        | Pts: V. Marinković 20 Rbts: C. Miller-McIntyre 6 Asts: C. Miller-McIntyre 8 PIR total: V. Marinković 17 |  | Wizink Center, Madrid Público: 10 688 |  |
| 25 de abril 16:00 | relatório | Real Madrid lidera com 2-0                                                           |        | |  | Wizink Center, Madrid Público: 10 688 |  |

| 1 de maio 15:30 | relatório | Baskonia Vitoria-Gasteiz                                                                                     | 98–102 | Real Madrid                                                                                |  | Arena Fernando Buesa, Vitoria-Gasteiz Público: 13 186 |  |
| 1 de maio 15:30 | relatório | Placar por quarto: 22-22, 34-30, 17-20, 25-30                                                                |        |                                                                                            |  | Arena Fernando Buesa, Vitoria-Gasteiz Público: 13 186 |  |
| 1 de maio 15:30 | relatório | Pts: Markus Howard 29 Rbts: C. Miller-McIntyre 7 Asts: C. Miller-McIntyre 11 PIR total:C. Miller-McIntyre 25 |        | Pts: G. Yabusele 23 Rbts: W. Tavares 13 Asts: Sergio Rodríguez 9 PIR total: F. Campazzo 26 |  | Arena Fernando Buesa, Vitoria-Gasteiz Público: 13 186 |  |
| 1 de maio 15:30 | relatório | Real Madrid lidera com 3-0                                                                                   |        |                                                                                            |  | Arena Fernando Buesa, Vitoria-Gasteiz Público: 13 186 |  |

| 23 de abril 16:00 | relatório | FC Barcelona                                                                       | 75–77 | Olympiacos Piraeus                                                                    |  | Palau Blaugrana, Barcelona Público: 7 328 |  |
| 23 de abril 16:00 | relatório | Placar por quarto: 18-19, 17-25, 19-17, 21-16                                      |       |                                                                                       |  | Palau Blaugrana, Barcelona Público: 7 328 |  |
| 23 de abril 16:00 | relatório | Pts: W Hernangomez 13 Rbts: J Parker 7 Asts: R Rubio 7 PIR total: W Hernangomez 20 |       | Pts: N. Williams-Goss 15 Rbts: F Petrusev 5 Asts: T Walkup 5 PIR total: F Petrusev 16 |  | Palau Blaugrana, Barcelona Público: 7 328 |  |
| 23 de abril 16:00 | relatório | Olympiacos Piraeus lidera com 1-0                                                  |       |                                                                                       |  | Palau Blaugrana, Barcelona Público: 7 328 |  |

| 26 de abril 16:00 | relatório | FC Barcelona                                                               | 77–69 | Olympiacos Piraeus                                                       |  | Palau Blaugrana, Barcelona Público: 7 692 |  |
| 26 de abril 16:00 | relatório | Placar por quarto: 27-14, 16-23, 17-20, 17-12                              |       |                                                                          |  | Palau Blaugrana, Barcelona Público: 7 692 |  |
| 26 de abril 16:00 | relatório | Pts: J. Parker 24 Rbts: J Vesely 7 Asts: R Rubio 6 PIR total: J. Parker 22 |       | Pts: A Peters 20 Rbts: L Sikma 6 Asts: T Walkup 7 PIR total: A Peters 18 |  | Palau Blaugrana, Barcelona Público: 7 692 |  |
| 26 de abril 16:00 | relatório | Série empatada em 1 - 1                                                    |       |                                                                          |  | Palau Blaugrana, Barcelona Público: 7 692 |  |

| 30 de abril 15:30 | relatório | Olympiacos Piraeus                                                          | 80–82 | FC Barcelona                                                                        | OT | Estádio da Paz e da Amizade, Pireu Público: 12 239 |  |
| 30 de abril 15:30 | relatório | Placar por quarto: 13-13, 24-19, 14-25, 20-14, OT: 9-11                     |       |                                                                                     | OT | Estádio da Paz e da Amizade, Pireu Público: 12 239 |  |
| 30 de abril 15:30 | relatório | Pts: F Petrusev 18 Rbts: M Wright 8 Asts: T Walkup 6 PIR total: M Wright 24 |       | Pts: J Vesely 16 Rbts: J Parker 9 Asts: N Laprovittola 8 PIR total: T Satoransky 20 | OT | Estádio da Paz e da Amizade, Pireu Público: 12 239 |  |
| 30 de abril 15:30 | relatório | FC Barcelona lidera com 2 - 1                                               |       |                                                                                     | OT | Estádio da Paz e da Amizade, Pireu Público: 12 239 |  |

| 2 de maio 13:45 | relatório | Olympiacos Piraeus                                                                        | 92–58 | FC Barcelona                                                                   |  | Estádio da Paz e da Amizade, Pireu Público: 12 239 |  |
| 2 de maio 13:45 | relatório | Placar por quarto: 21-23, 32-14, 19-10, 20-11                                             |       |                                                                                |  | Estádio da Paz e da Amizade, Pireu Público: 12 239 |  |
| 2 de maio 13:45 | relatório | Pts: S McKissic 21 Rbts: N Milutinov 11 Asts: N. Williams-Goss 4 PIR total: S McKissic 28 |       | Pts: J. Parker 10 Rbts: O da Silva 7 Asts: D Brizuela 3 PIR total: J Vesely 12 |  | Estádio da Paz e da Amizade, Pireu Público: 12 239 |  |
| 2 de maio 13:45 | relatório | Série empatada em 2 - 2                                                                   |       |                                                                                |  | Estádio da Paz e da Amizade, Pireu Público: 12 239 |  |

## Final Four - Berlim 2024

### Semifinais
Uber Arena (Berlim),  24 de maio de 2024
| Time 1                     | Placar  | Time 2                   |
| -------------------------- | ------- | ------------------------ |
| Real Madrid                | 87 - 76 | Olympiacos Pireaus       |
| Panathinaikos AKTOR Athens | 73 - 57 | Fenerbahçe BEKO Istanbul |

### Decisão de terceiro colocado
Uber Arena (Berlim),  26 de maio de 2024
| Time 1             | Placar  | Time 2                   |
| ------------------ | ------- | ------------------------ |
| Olympiacos Pireaus | 87 - 84 | Fenerbahçe BEKO Istanbul |

### Grande Final
Uber Arena (Berlim),  26 de maio de 2024
| Time 1      | Placar  | Time 2                     |
| ----------- | ------- | -------------------------- |
| Real Madrid | 80 - 95 | Panathinaikos AKTOR Athens |

## Premiação
| Turkish Airlines EuroLeague 2023-24 Campeões |
| Grécia                                       |
| -------------------------------------------- |
| Panathinaikos AKTOR Athens (7° título)       |

### Colocação final
|    | Equipe                     |
| -- | -------------------------- |
|    | Panathinaikos AKTOR Athens |
|    | Real Madrid                |
|    | Olympiacos Pireaus         |
| 4º | Fenerbahçe BEKO Istanbul   |

### MVP do Final Four
Kostas Sloukas ( Panathinaikos AKTOR Athens )

### MVP por mês
| Mês       | Jogador           | Clube                     | Ref    |
| 2023      | 2023              | 2023                      | 2023   |
| --------- | ----------------- | ------------------------- | ------ |
| Outubro   | Tornike Shengelia | Virtus Segafredo Bologna  | [ 27 ] |
| Novembro  | Facundo Campazzo  | Real Madrid               | [ 28 ] |
| Dezembro  | Mario Hezonja     | Real Madrid               | [ 29 ] |
| 2024      |                   |                           |        |
| Janeiro   | Džanan Musa       | Real Madrid               | [ 30 ] |
| Fevereiro | Mike James        | AS Monaco                 | [ 31 ] |
| Março     | Wade Baldwin IV   | Maccabi Playtika Tel Aviv | [ 32 ] |

### MVP por Rodada
| R  | Jogador                  | Clube                              | Val. | Ref.   |
| -- | ------------------------ | ---------------------------------- | ---- | ------ |
| 1  | Alec Peters              | Olympiacos Pireaus                 | 31   | [ 33 ] |
| 2  | Guerschon Yabusele       | Real Madrid                        | 39   | [ 34 ] |
| 3  | Tornike Shengelia        | Virtus Segafredo Bologna           | 32   | [ 35 ] |
| 4  | Nikola Milutinov         | Olympiacos Pireaus                 | 30   | [ 36 ] |
| 5  | Mathias Lessort          | Panathinaikos OPAP Athens          | 31   | [ 37 ] |
| 6  | Tornike Shengelia (2)    | Virtus Segafredo Bologna           | 30   | [ 38 ] |
| 7  | Facundo Campazzo         | Real Madrid                        | 39   | [ 39 ] |
| 8  | Codi Miller-McIntyre     | Baskonia Vitoria-Gasteiz           | 29   | [ 40 ] |
| 9  | Chima Moneke             | Baskonia Vitoria-Gasteiz           | 35   | [ 41 ] |
| 10 | Shane Larkin             | Anadolu Efes Istanbul              | 38   | [ 42 ] |
| 10 | Maodo Lô                 | EA7 Emporio Armani Milan           | 38   | [ 42 ] |
| 11 | Serge Ibaka              | FC Bayern Munich                   | 34   | [ 43 ] |
| 12 | Tyrique Jones            | Anadolu Efes Istanbul              | 36   | [ 44 ] |
| 13 | Shane Larkin (2)         | Anadolu Efes Istanbul              | 41   | [ 45 ] |
| 14 | Kostas Sloukas           | Panathinaikos AKTOR Athens         | 29   | [ 46 ] |
| 15 | Josh Nebo                | Maccabi Playtika Tel Aviv          | 25   | [ 47 ] |
| 15 | Kevin Punter             | Partizan Mozzart Bet Belgrade      | 25   | [ 47 ] |
| 15 | Shavon Shields           | EA7 Emporio Armani Milan           | 25   | [ 47 ] |
| 16 | Miloš Teodosić           | Crvena Zvezda Meridianbet Belgrade | 40   | [ 48 ] |
| 17 | Johannes Voigtmann       | EA7 Emporio Armani Milan           | 29   | [ 49 ] |
| 18 | Bonzie Colson            | Maccabi Playtika Tel Aviv          | 34   | [ 50 ] |
| 18 | Chima Moneke (2)         | Baskonia Vitoria-Gasteiz           | 34   | [ 50 ] |
| 19 | Džanan Musa              | Real Madrid                        | 45   | [ 51 ] |
| 20 | Wade Baldwin IV          | Maccabi Playtika Tel Aviv          | 29   | [ 52 ] |
| 21 | Mathias Lessort (2)      | Panathinaikos OPAP Athens          | 42   | [ 53 ] |
| 22 | Nikola Milutinov (2)     | Olympiacos Pireaus                 | 40   | [ 54 ] |
| 23 | Wade Baldwin IV (2)      | Maccabi Playtika Tel Aviv          | 33   | [ 55 ] |
| 24 | Keenan Evans             | Žalgiris Kaunas                    | 35   | [ 56 ] |
| 25 | Mike James               | AS Monaco                          | 31   | [ 57 ] |
| 26 | Codi Miller-McIntyre (2) | Baskonia Vitoria-Gasteiz           | 42   | [ 58 ] |
| 27 | Mathias Lessort (3)      | Panathinaikos OPAP Athens          | 33   | [ 59 ] |
| 28 | Shane Larkin (3)         | Anadolu Efes Istanbul              | 33   | [ 60 ] |
| 29 | Josh Nebo                | Maccabi Playtika Tel Aviv          | 33   | [ 61 ] |
| 30 | Wade Baldwin IV (3)      | Maccabi Playtika Tel Aviv          | 46   | [ 62 ] |
| 31 | Mario Hezonja            | Real Madrid                        | 33   | [ 63 ] |
| 31 | Elijah Bryant            | Anadolu Efes Istanbul              | 33   | [ 63 ] |
| 32 | Nigel Hayes-Davis        | Fenerbahçe BEKO Istanbul           | 46   | [ 64 ] |
| 33 | Will Clyburn             | Anadolu Efes Istanbul              | 28   | [ 65 ] |
| 34 | Kostas Sloukas (2)       | Panathinaikos OPAP Athens          | 27   | [ 66 ] |
| 34 | Markus Howard            | Baskonia Vitoria-Gasteiz           | 27   | [ 66 ] |
| 34 | James Nunnally           | Partizan Mozzart Bet Belgrade      | 27   | [ 66 ] |

### MVP por Rodada de Playoff
| R       | Jogador           | Clube                     | Val. | Ref.   |
| ------- | ----------------- | ------------------------- | ---- | ------ |
| Play-in | Lorenzo Brown     | Maccabi Playtika Tel Aviv | 35   | [ 67 ] |
| 1       | Nigel Hayes-Davis | Fenerbahçe BEKO Istanbul  | 23   | [ 68 ] |
| 2       | Facundo Campazzo  | Real Madrid               | 33   | [ 69 ] |
| 3       | Josh Nebo         | Maccabi Playtika Tel Aviv | 31   | [ 70 ] |
| 4       | Kostas Sloukas    | Panathinaikos OPAP Athens | 32   | [ 71 ] |
| 5       | Kendrick Nunn     | Panathinaikos OPAP Athens | 27   | [ 72 ] |